# Вацудзи, Тэцуро
Тэцуро Вацудзи (яп. 和辻哲郎 Вацудзи Тэцуро, 1 марта 1889 года, Химедзи, префектура Хиого — 26 декабря 1960 года, Камакура, префектура Канагава) — японский философ

, культуролог и писатель
.

## Биография
Тэцуро Вацудзи родился 1 марта 1889 года в Химэдзи, в префектуре Хиого в семье врача. В юности увлекался поэзией и европейской литературой. Некоторое время был одним из редакторов литературного журнала, писал стихи и пьесы. Интерес к философии появился у него, когда он был студентом первой высшей школы в Токио.
Его сочинения с 1913 по 1915 год посвящены исследованию философии Сёрена Кьеркегора и Фридриха Ницше. В 1918 году встал на позицию критики индивидуализма западной философии и его влияния на японскую мысль и образ жизни японцев. Это привело его к изучению корней японской культуры, в том числе японского буддийского искусства, в частности работы средневекового дзэн-буддийского мыслителя Догэна. Тэцуро Вацудзи также занимался исследованием творческого наследия известного японского писателя Нацумэ Сосэки.
В начале 1920-х преподавал в университетах Тоё, Хосэй, Кэйо и Цуда. В то время его занимали также исследования в области герменевтики. В 1925 стал профессором этики в университете Киото, присоединившись к другим ведущим философам того времени, Китаро Нисиде и Хадзимэ Танабэ. Возглавлял кафедру этики в этом университете с 1934 до 1949 год.
Во время Второй мировой войны его теории, которые утверждали превосходство японской традиции понимания человеческой природы и этики, а также выступали против индивидуализма, невольно оказали поддержку японскому национализму. После войны Тэцуро Вацудзи выразил сожаление по этому поводу.
Три основные работы: «История японской этической мысли» в двух томах (1954), «Ринригаку» («Этика» Тэцуро Вацудзи) в трёх томах (1937, 1942 и 1949) и «Фудо» (1935). В последней он развивает свои наиболее оригинальные мысли, в частности, утверждение о существенной связи между климатом и другими факторами окружающей среды и природы человеческих культур. Он выделял три типа культур: пастбищные, пустынные и муссонные.
Тэцуро Вацудзи умер 26 декабря 1960 года в возрасте 71 года.